# Nuevo Santana
Nuevo Santana är en ort i Mexiko.   Den ligger i kommunen Reynosa och delstaten Tamaulipas, i den nordöstra delen av landet, 700 km norr om huvudstaden Mexico City. Nuevo Santana ligger 32 meter över havet och antalet invånare är 299.
Terrängen runt Nuevo Santana är mycket platt. Runt Nuevo Santana är det ganska tätbefolkat, med 62 invånare per kvadratkilometer. Närmaste större samhälle är Reynosa, 12,6 km väster om Nuevo Santana. Trakten runt Nuevo Santana består till största delen av jordbruksmark.